# جورج يونغ (لاعب كرة قاعدة)
جورج يونغ (بالإنجليزية: George Young)‏ هو لاعب كرة قاعدة أمريكي، ولد في 1 مارس 1890 في بروكلين في الولايات المتحدة، وتوفي في 13 مارس 1950 في برايتواترز في الولايات المتحدة.

## وصلات خارجية
- جورج يونغ على موقعبيزبول رفرنس.كوم (الدوري الرئيسي) (الإنجليزية)
- جورج يونغ على موقعبيزبول رفرنس.كوم (الدوري الثانوي) (الإنجليزية)